# 腾格尔诺尔
腾格尔诺尔也作腾格日淖日，是一个位于中国内蒙古自治区包头市达尔罕茂明安联合旗查干哈达苏木境内的咸水湖，地处查干哈达苏木政府驻地东北约25千米，水面海拔28.77平方千米，水面高程1054米，水深7～9米，集水面积8701.73平方千米。湖水主要补给水源来自南部入湖的艾不盖河和二道河。当水面高程超出1055米时，湖水可由东北方向的乌苏特郭勒流向乌兰察布市四子王旗的查干脑尔。一般情况下，腾格尔诺尔之水不易流出。《中国湖泊志》记录的数据为水位1077.60米，长8.4千米，最大宽6.2千米，平均宽3.4千米，面积28.6平方千米，最大水深1.2米，平均水深0.7米，蓄水量2千万立方米。
腾格尔诺尔属于蒙新高原区。它的一级流域为内流区诸河，二级流域为内蒙古内流区。